# (5171) Augustesen
(5171) Augustesen es un asteroide perteneciente al cinturón de asteroides, descubierto el 25 de septiembre de 1987 por Poul Jensen desde el Observatorio Brorfelde, Holbæk, Dinamarca.

## Designación y nombre
Designado provisionalmente como 1987 SQ3. Fue nombrado Augustesen en honor al astrónomo Karl Augustesen que ejerció durante varias décadas, de  observador del telescopio Schmidt erigido en Brorfelde en 1965.

## Características orbitales
Augustesen está situado a una distancia media del Sol de 2,424 ua, pudiendo alejarse hasta 2,744 ua y acercarse hasta 2,103 ua. Su excentricidad es 0,132 y la inclinación orbital 7,085 grados. Emplea 1378,70 días en completar una órbita alrededor del Sol.
El próximo acercamiento a la órbita terrestre se producirá el 17 de octubre de 2140.

## Características físicas
La magnitud absoluta de Augustesen es 13,3. Tiene 6 km de diámetro y su albedo se estima en 0,245.